# 宝墩镇
宝墩镇，是中华人民共和国四川省成都市新津区下辖的一个乡镇级行政单位。2019年12月，撤销文井乡、新平镇，设立宝墩镇。

## 行政区划
宝墩镇下辖以下地区：
张场社区、李柏村、大明村和玉龙村，太平场社区、仙鹤村、迎先村、狮子村、董大桥村、双石村、宝墩村、龙马村和万街村。